# Jean-Baptiste Girard (Jesuit)

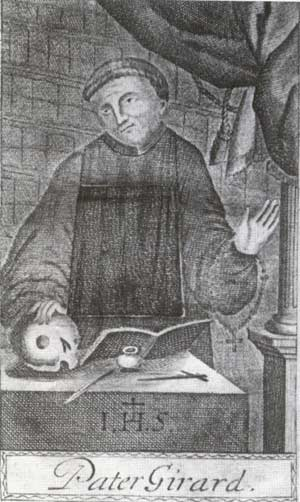
Jean-Baptiste Girard in einer zeitgenössischen deutschen Illustration

Jean-Baptiste Girard (* 1680 in Dole; † 4. Juli 1733 in Dole) war ein französischer Jesuitenpater. Er wurde in den 1730er Jahren durch einen ihm vorgeworfenen sexuellen Missbrauch europaweit bekannt und galt als Inbegriff des korrupten Geistlichen.
Jean-Baptiste Girard trat 1696 in den Jesuitenorden ein und wurde 1707 ordiniert. Nach Aufenthalten in Gray, Pontarlier und Aix-en-Provence kam er 1728 nach Toulon, wo er das Amt eines Beichtvaters ausübte. Nachdem bereits Korruptionsvorwürfe laut geworden waren, kam es 1731 zu einem Prozess, bei dem er angeklagt wurde, Marie-Catherine Cadière im Beichtstuhl zum Geschlechtsverkehr verführt und später zur Abtreibung angestiftet zu haben. Die Aussagen anderer Beichtkinder Girards stützten die Anklage, doch wurde der Angeklagte am 10. Oktober 1731 in Toulon freigesprochen. Er musste allerdings in seine Geburtsstadt zurückkehren, wo er bereits zwei Jahre später starb.
Der Prozess war überlagert von der Auseinandersetzung zwischen Jesuiten und Jansenisten, die damals in einer heftigen Auseinandersetzung über die Auslegung des Katholizismus standen. Der Streit über die Schuld oder Unschuld Girards erregte nicht nur Frankreich, sondern fand Interesse weit über dessen Grenzen hinaus. Lieder, Gedichte und Streitschriften entstanden in großer Zahl und trugen zur Kritik an Kirche und Gesellschaft im Rahmen der Aufklärung bei.
Die Affäre zog noch lange Jahre ihre Kreise und wurde auch literarisch verarbeitet. Voltaire beschäftigte sich damit und der Roman Thérèse philosophe, eines der meistverkauften libertinen Werke des 18. Jahrhunderts, nahm die Personen Girards und Cadières als anagrammatisch verhüllte Protagonisten auf. Die jesuitenfeindliche Polemik des 19. Jahrhunderts sah in Girard schließlich den Inbegriff des korrupten Geistlichen.